# Yemenia
A Yemenia - Linhas Aéreas Iemenitas (em árabe: الخطوط الجوية اليمنية) é a linha aérea nacional do Iêmen, sediada em Sana. Opera serviços domésticos e internacionais, em mais de 30 destinos na África, Oriente Médio, Europa e Ásia. Sua base principal é o Aeroporto Internacional de Sana (SAH), com um hub no Aeroporto Internacional de Áden (ADE).
A Yemenia faz parte da Arab Air Carriers Organization.

## Frota

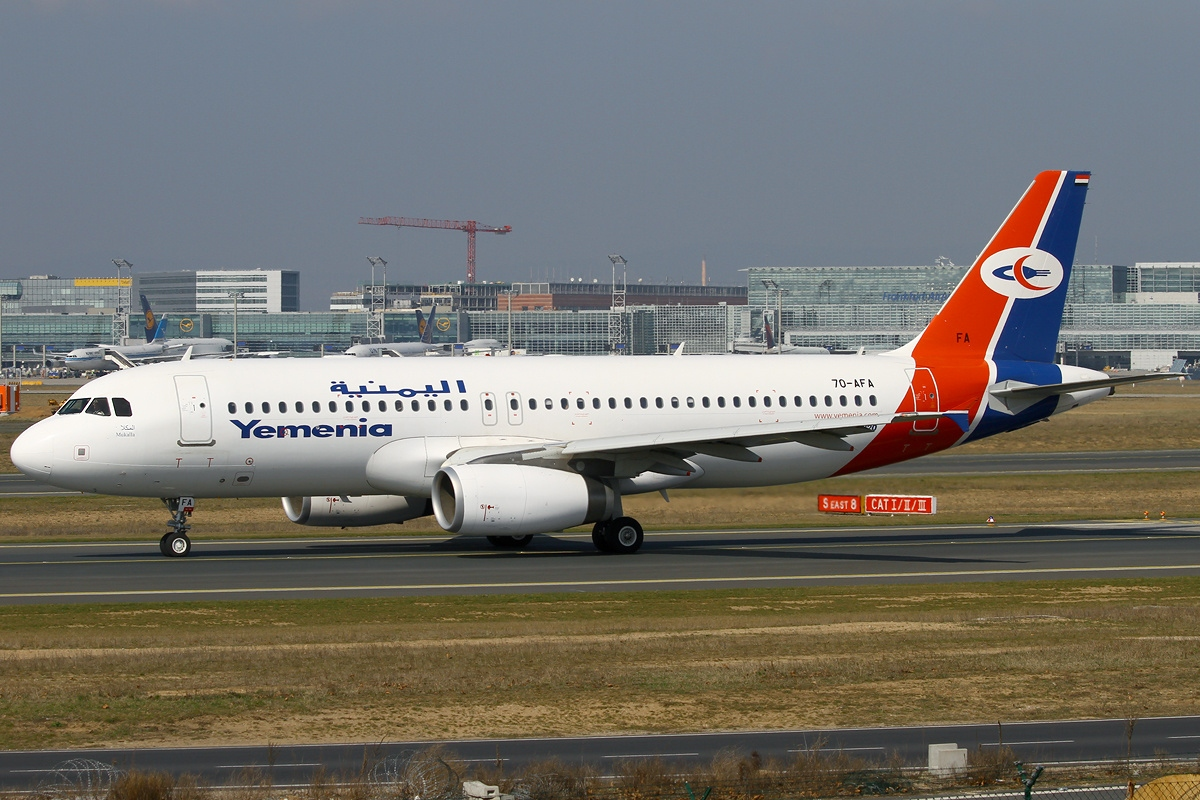
Airbus A320 da Yemenia.

| Aeronave                       | Total                     | Passageiros (Primeira Classe/Executiva/Econômica)               |
| ------------------------------ | ------------------------- | --------------------------------------------------------------- |
| Airbus A310-300                | 4                         | 213 (00/18/195) 214 (00/18/196) 201 (00/12/189) 190 (12/21/157) |
| Airbus A330-243                | 2                         | 277 (18/00/259)                                                 |
| Airbus A350-800                | (10 pedidos com 4 opções) | Inicia a operar em 2014                                         |
| Boeing 727-200                 | 1                         |                                                                 |
| Boeing 737-800                 | 4                         | 154 (00/12/142)                                                 |
| Boeing 747                     | 1                         | Configurção VIP                                                 |
| De Havilland Canada Dash 8-100 | 3                         |                                                                 |
| Iliushin Il-76                 | 2                         |                                                                 |
| Total de aeronaves             | 17 (10 pedidos)           |                                                                 |

## Acidente
No dia 30 de junho de 2009, um Airbus A310 da companhia (voo 626) caiu no oceano Índico, próximo às ilhas Comoros, com cerca de 150 pessoas a bordo; apenas uma passageira de 14 anos sobreviveu ao desastre. 